# Holmsjön (Föllinge socken, Jämtland)
Holmsjön är en sjö i Krokoms kommun i Jämtland och ingår i Indalsälvens huvudavrinningsområde. Sjön har en area på 0,444 kvadratkilometer och ligger 334 meter över havet.

## Delavrinningsområde
Holmsjön ingår i det delavrinningsområde (707435-143851) som SMHI kallar för Utloppet av Holmsjön. Medelhöjden är 349 meter över havet och ytan är 12,72 kvadratkilometer. Det finns inga avrinningsområden uppströms utan avrinningsområdet är högsta punkten. Vattendraget som avvattnar avrinningsområdet har biflödesordning 3, vilket innebär att vattnet flödar genom totalt 3 vattendrag innan det når havet efter 257 kilometer. Avrinningsområdet består mestadels av skog (58 procent) och sankmarker (32 procent). Avrinningsområdet har 0,58 kvadratkilometer vattenytor vilket ger det en sjöprocent på 4,5 procent.